# Бистриця (Чрномель)
Бистриця (словен. Bistrica) — поселення в общині Чрномель, Південно-Східна Словенія, Словенія. Висота над рівнем моря: 430,3 м.